# Біси (роман)
«Бі́си» — шостий роман російського письменника Федора Михайловича Достоєвського, виданий в 1871—1872 роках. Один з найбільш політизованих романів Достоєвського, написаний під враженням від виникнення паростків терористичного і радикального рухів у середовищі російських інтелігентів, різночинців і інших.
У романі йдеться про групу аморальних революціонерів, які плетуть інтриги, виношуючи плани захоплення влади в Росії. Безпосереднім прообразом сюжету роману стала справа про вбивство студента Івана Іванова, задумане С. Г. Нечаєвим з метою зміцнення своєї влади в революційному терористичному гуртку, що викликало великий резонанс у суспільстві.

## Сюжет
Події описано з розповіді хронікера, який сам був учасником тих подій. Степан Трохимович Верховенський — ідеаліст, слов'янофіл, який користується заступництвом знатної дами Варвари Петрівни Ставрогіної, з якою перебуває у платонічних стосунках. Верховенський критикує владу, при цьому сам помітно змарнів, порівняно з часами своєї молодості. Навколо нього гуртуються молоді ліберали, багатьох із яких він раніше навчав.
Одного осіннього дня стає відомо, що до міста, де живуть головні персонажі, прибуде Микола Ставрогін — син Варвари, сумнозвісний своєю розгнузданою, блюзнірською поведінкою. Варвара бажає видати свою утриманку Дарію Шатову за Степана (той був одружений двічі, але наразі самотній), бо стурбована, що інакше дівчина дістанеться її синові. Збентежений, Степан погоджується зробити Дарії пропозицію одруження.
У соборі до Варвари Петрівни несподівано підходить Марія Тимофіївна Лебядкіна, знана як Хромоножка, і цілує їй руку. Нещодавно Варвара отримала таємничого листа, де написано, що кульгава жінка матиме велике значення в її житті. В гості до Варвари приходить капітан Лебядкін, брат Хромоножки, та туманно натякає на якусь страшну таємницю.
Микола Ставрогін приїжджає на місяць раніше очікуваного. Варвара Петрівна підозрює, що той, нікому не сказавши, одружився з Марією. Степан розповідає, що Марія божевільна, а Ставрогін запевнив її, що вона його наречена. Він суворо запитує в Лебядкіна чи це правда, і капітан боязко все підтверджує. Варвара втім задоволена таким становищем. Ставрогін зазнає кількох випробувань, витерпівши різні провокації.
Минає вісім днів. до Ставрогіна пробирається Петро Верховенський — син Степана. Він заявляє, що Ставрогін невдовзі повинен з'явитися на зборах певного таємного товариства. Незабаром після його візиту Ставрогін прямує до інженера Кирилова. Той розповідає суть своєї ідеї: що треба позбутися уявлень про Бога, бо вони лише тамують страх перед смертю, та вчиняти свавілля, самому ставши Богом. Ставрогін відвідує Івана Шатова, брата Дарії, якому повідомляє, що нещодавно в Петербурзі офіційно одружився з Лебядкіною, і скоро прилюдно це повідомить. Також він попереджає Шатова, що той у небезпеці. Шатов довіряє йому свою нову ідею про «народа-богоносця», яким вважає російський народ; радить відмовитися від багатства та жити «мужицькою працею». На питання, чи вірить він сам у Бога, Шатов невпевнено відповідає, що вірить у Росію.
Тієї ж ночі Ставрогін прямує до Лебядкіна і зустрічає втікача Федька Каторжного, підісланого до нього Петром Верховенським. Той обіцяє виконати за гроші будь-яку його волю, але Ставрогін проганяє його. Лебядкіну він повідомляє, що збирається оголосити про свій шлюб з Марією Тимофіївною. Марія Тимофіївна зустрічає Ставрогіна розповіддю про зловісний сон. Він запитує її, чи готова вона поїхати разом з ним до Швейцарії і там прожити самотньою. Вона гнівається, кричить, що Ставрогіна підмінили самозванцем. Ставрогін іде геть, а дорогою кидає Федьці Каторжному гроші.
Наступного дня Ставрогін проводить дуель проти місцевого дворянина Артемія Гаганова, який викликав його на бій за образу батька. Гаганов тричі стріляє і промахується. Ставрогін відмовляється стріляти суперника, що викликає загальне схвалення. Тим часом у місті відбувається низка блюзнірських вчинків: осквернення ікон, хуліганські напади.
Петро Верховенський тим часом користується заступництвом дружини гебернатора, Юлії Михайлівни. Вона вважає, що Петро пов'язаний з революційним рухом, який готує змову проти Росії, та бажає викрити революціонерів. На побаченні з губернатором фон Лембке, Петро називає декілька імен, зокрема Шатова та Кирилова. Разом з ними та Ставрогіним він проводить таємну зустріч.
На зустріч прибуває «п'ятірка Верховенського»: Ліпутін, Виргінський, Лямшин, Толкаченко та Шигалєв. Там Шигалеє доповідає про свій план поділити людство на частини в пропорції 1 до 9. Менша частина матиме необмежені права робити що завгодно з рештою, яка буде «стадом». Тоді Верховенський запитує чи хтось із присутніх доніс би владі про заплановане вбивство. Шатов, обізвавши Верховенського негідником, покидає зустріч. Тоді Верховенський впевнюється, що Шатов стане жертвою, аби пов'язати свою «п'ятірку» вбивством. Його мета — спричинити велику смуту та прийти потім як рятівник і захопити владу в Росії.
Невдовзі Степан виголошує провокативну промову, за яку його освистують. Стається підпал маєтку Заріччя, трохи пізніше стає відомо про вбивство капітана Лебядкіна, його сестри та служниці. Губернатор їде в палаючий маєток, де на нього падає колода. Ставрогін зізнається своїй коханці Лізаветі Тушиній, що не вчиняв убивства Лебядкіних, але знав про нього. Нажахана Ліза тікає і гине, забита натовпом, який вирішив, що вона причетна до вбивства Лебядкіних.
Петро Верховенський збирає «п'ятірку» і повідомляє, що Шатов неодмінно видасть їх владі, тому його треба негайно вбити. Верховенський у супроводі Ліпутіна йде до Кирилова, щоб той виконав убивство. В Кирилова на кухні сидить Федько Каторжний, він несподівано б'є Верховенського, той падає непритомний, а Федько тікає. Наступного ранку Федька знаходять убитим. Ліпутін, який уже зібрався тікати, впевнюється, що все це справи рук Петра, і лишається продовжити його задум.
Верховенський, першим зустрівши Шатова, вбиває його, а труп кидає у ставок, після чого поспішає до Кирилова. Той хоч і обурюється, пише під диктовку записку і бере вину за вбивство Шатова на себе, після чого застрелюється. Верховенський планує тікати до Петербурга, щоб звідти виїхати за кордон. Степан Трохимович помирає в селянській хаті на руках Варвари Петрівни, що шукала його серед хаосу в місті. Перед смертю книгоноша, якій він розповідає про своє життя, читає йому Євангеліє. Степан порівнює Росію зі свинею, одержимою бісами, яких вигнав Ісус Христос.
Згодом виявляється, що Лямшин здав «п'ятірку Верховенського». Змовників заарештовують, за винятком Петра Верховенського. Дарія Шатова отримує лист-сповідь Ставрогіна, який кличе її з собою до Швейцарії. Дарія дає прочитати листа Варварі Петрівні. Поки вони думають що робити, слуга повідомляє про дивну поведінку Ставрогіна. Як виявляється скоро, він повісився.